# La vita in diretta
La vita in diretta è un programma televisivo italiano di genere talk show, rotocalco e contenitore, prodotto dalla Rai e realizzato sin dalle sue origini dallo studio 3 del Centro di produzione TV Raffaella Carrà di Roma. Va in onda in day-time dal 25 febbraio 1991; inizialmente trasmesso su Rai 2 fino al 19 maggio 2000, dal 18 settembre 2000 viene trasmesso su Rai 1.
Il programma contenitore pomeridiano, in precedenza noto come Detto tra noi, La cronaca in diretta, L'Italia in diretta e Cronaca in diretta. Si occupa dei vari aspetti dell'attualità e della cronaca ed è caratterizzato dalla presenza di inviati in esterna in diretta per ogni argomento trattato. Dal 16 gennaio 2012 è inoltre trasmesso in alta definizione su Rai HD.

## Il programma
Nel corso degli anni La vita in diretta ha mantenuto intatta la sua caratteristica principale, il riuscito mix tra cronaca, sociale ed intrattenimento, temi che hanno consentito alla trasmissione di diventare, negli anni, leader tra i programmi della fascia pomeridiana. Dalla seconda parte della stagione 2018-2019, la trasmissione cambia leggermente la formula, ormai maggiormente dedicata all'approfondimento e al racconto dei casi di cronaca con collegamenti e servizi filmati, nonché con l'intervento in studio di esperti. Dalla stagione 2020-2021, inoltre, viene proposto un talk su temi di televisione, cronaca rosa e curiosità a cui vengono chiamati, per esprimere la loro opinione, personaggi del mondo dello spettacolo.

### Produzione
Il 30 luglio 2013 Daniel Toaff lascia definitivamente la Rai per andare in pensione dopo 20 anni di lavoro a La vita in diretta come massimo dirigente: al suo posto arriva Maria Pia Ammirati (ex Unomattina) e con il cambio dirigenziale la trasmissione torna alla vecchia formula che ha caratterizzato la trasmissione negli anni novanta, riproponendo la formula de La cronaca in diretta. Il capoprogetto della stagione 2018-2019 è stato, dal 12 febbraio, Casimiro Lieto. Nella stagione 2019-2020 ritorna lo storico autore Vincenzo Galluzzo, affiancato da Alessandro Banfi, neo-arrivato da Mediaset.

## Storia del programma

### Detto tra noi(1991-1994)
Il programma è andato in onda per la prima volta su Rai 2 il 25 febbraio 1991 alle ore 15:20 con il titolo Detto tra noi, condotto da Piero Vigorelli e Patrizia Caselli, con la partecipazione di Dario Salvatori. Gli autori erano lo stesso Vigorelli, Riccardo Bonacina e Valter Preci. La trasmissione fu subito un successo, infatti per la prima volta la cronaca si affacciava al di fuori delle tradizionali fasce di informazione: Detto tra noi conquista lo spazio fino ad allora dedicato ai ragazzi ed è questo l'elemento di grande novità che rompe con il passato, a cui si ispireranno da ora in poi altre trasmissioni della Rai e delle reti concorrenti. Questa prima edizione termina il 31 maggio 1991.
La seconda stagione vede riconfermata la coppia di conduttori della prima stagione. Nella terza edizione la Caselli viene sostituita da Mita Medici. Al programma, che aumenta la sua durata e si concentra sempre più sulla cronaca legata all'attualità e sullo spettacolo, prende parte anche il cantante Memo Remigi. Da gennaio a maggio del 1993 all'edizione pomeridiana si affianca una versione settimanale, in onda al sabato in seconda serata, interamente dedicata a casi di cronaca nera e condotta in solitaria da Vigorelli. Nella quarta edizione, che vede al fianco del riconfermato Piero Vigorelli il ritorno di Patrizia Caselli, lo spazio dedicato alla cronaca nera diminuisce in maniera drastica, in favore della cronaca bianca e rosa. Allo storico inviato Armando Traverso si aggiungono Angela Cavagna e Gianfranco Agus, mentre Marta Marzotto cura uno spazio legato al galateo. Alla trasmissione, solo per questa stagione, si affianca una versione mattutina dal titolo Detto tra noi Mattina, condotta da Mita Medici con la partecipazione al pianoforte di Memo Remigi. All'interno della trasmissione sono presenti una rubrica di medicina a cura di Luciano Onder, uno spazio dedicato al verde ed alla natura con Luca Sardella e Janira Maiello, uno spazio legato a salute e bellezza curato da Viviana Antonini, ed uno sportello in difesa dei cittadini con Anna Bartolini. In questa stagione inoltre, Piero Vigorelli scrive un libro dal titolo Detto tra Noi - Venti storie di cronaca italiana, edito da Rai-Eri.

### La cronaca in diretta(1994-1995)
Dalla stagione 1994/1995 il programma subisce un importante restyling a partire dal titolo, che passa da Detto tra Noi - La cronaca in diretta al più immediato La cronaca in diretta. La squadra storica di autori rimane ma si aggiungono due nuovi autori (Daniel Toaff e Roberto Giacobbo) la conduzione è affidata ad Alessandro Cecchi Paone che sostituisce Vigorelli (nominato direttore della TGR) e la Caselli. Al suo fianco Piero Marrazzo per gli spazi di cronaca nera, Giovanni Anversa per la parte sociale, e Armando Traverso e Gianfranco Agus per gli spazi legati al costume e allo spettacolo. Nel cast di inviati anche Patrizia Schisa ed Antonella Armentano. Nella stessa stagione il programma approda anche in seconda serata con un appuntamento settimanale dal titolo Cinema cronaca, nel quale vengono approfondite tematiche sociali e di attualità protagoniste anche nel film appena trasmesso in prima serata da Rai 2. Vengono inoltre realizzati numerosi speciali in seconda serata legati alla stretta attualità.

### L’Italia in diretta(1995-1996)
Nella stagione 1995-1996 la conduzione del programma passa ad Alda D'Eusanio, ed il titolo si trasforma in L'Italia in diretta (sottotitolo Occhi sulla cronaca). Complice la nomina di Piero Vigorelli alla direzione della TGR dell'anno precedente, decolla la collaborazione tra il contenitore d'infotainment di Rai 2 e la Testata Giornalistica Regionale, che contribuisce ogni giorno con una finestra dalle regioni d'Italia (è per via di questi collegamenti che è dovuto il titolo del programma in questa stagione). Questa collaborazione segna la consacrazione a trasmissione leader della fascia oraria tardo-pomeridiana.

### Cronaca in diretta(1996-1998)
Nella stagione 1996/1997 il titolo della trasmissione muta in Cronaca in diretta e la conduzione è affidata a David Sassoli.
Nella stagione 1997/1998 il programma viene condotto da Michele Cucuzza, già conduttore del TG2, e Danila Bonito. Quest'ultima, però, nel mese di marzo, in seguito ad alcuni malumori con il gruppo di autori e con l'allora direttore di Rai 2 Carlo Freccero, lascia la conduzione in solitaria a Cucuzza.

### La vita in diretta(dal 1998)
Con Michele Cucuzza riconfermato alla guida dell'edizione 1998-1999 il programma ottiene ottimi consensi di pubblico e, a partire da quella stessa stagione, va in onda con un nuovo titolo, La vita in diretta, poi mantenuto per tutte le edizioni successive. Nella stagione 1999-2000 nasce anche un secondo spin-off del programma dal titolo Fragole e mambo. La trasmissione, che precede La vita in diretta, è condotta sempre da Michele Cucuzza ma è incentrata su notizie legate al costume, al gossip ed all'attualità.

#### Il passaggio su Rai 1 e la lunga conduzione di Michele Cucuzza
Dalla stagione 2000-2001 il programma trasloca su Rai 1, dove sostituisce il contenitore per ragazzi Solletico e il magazine Prima, entrambi cancellati per bassi ascolti. Dal 7 gennaio 2002, dopo la chiusura del preserale Quiz show, il programma viene allungato sino alle 20:00. La seconda parte della trasmissione si chiama La vita in diretta Sera e vede Cucuzza affiancato da Monica Leofreddi. L'esperimento prosegue fino al 30 maggio, senza però essere riproposto. Al suo posto nella fascia preserale debutta il nuovo quiz L'eredità allora condotto da Amadeus. Nella stagione 2003-2004 nasce il terzo spin-off del programma Un giorno speciale, sempre condotto da Michele Cucuzza e dedicato alle storie della gente comune, in onda subito prima de La vita in diretta.
Nel maggio del 2004 la trasmissione subisce dei cambi nella conduzione; il 14 maggio, in seguito ad alcune accuse lanciate dal programma Striscia la notizia su presunte pubblicità occulte all'interno di alcuni servizi, il conduttore Michele Cucuzza e l'inviato storico Gianfranco Agus si auto-sospesero dal programma; da lunedì 17 maggio al posto di Cucuzza subentra Luca Giurato, che conduce il contenitore fino alla fine della stagione; venerdì 14 maggio, prima ancora dell'arrivo di Giurato, ha condotto il programma, per una sola puntata, Antonella Delprino, autrice ed inviata della trasmissione.
In occasione dell'autosospensione dalla conduzione del programma, Cucuzza - come aveva sempre dichiarato nonostante i quotidiani attacchi di Striscia la notizia - è risultato del tutto estraneo a qualunque eventuale irregolarità, come confermato dall'Audit interno alla Rai e dall'inchiesta della magistratura, dove Cucuzza è stato sentito come persona informata dei fatti. Per questo, nel settembre successivo è stato riconfermato alla conduzione del programma.
Nel settembre 2004 Cucuzza ritorna alla conduzione del programma. Sempre in quella stagione nasce l'ennesimo spin-off del programma Rosa, bianco e nero, anch'esso dedicato alle storie della gente comune, sempre con Michele Cucuzza come presentatore, che sostituisce Un giorno speciale ma anche questo è senza successo e durerà solo una stagione. Nella successiva lo stesso spazio è occupato da Festa italiana, in onda dal lunedì al venerdì subito prima de La vita in diretta e condotto da Caterina Balivo, che, al contrario, ottiene un buon seguito, rimanendo in onda fino alla stagione 2009-2010, riuscendo addirittura, nelle ultime due edizioni, a distaccarsi dalla trasmissione principale diventando un programma completamente autonomo.
Nel 2006 nasce anche la prima versione estiva del programma, E la chiamano estate, sempre condotta da Michele Cucuzza, in onda una volta a settimana in seconda serata fino all'estate del 2009.

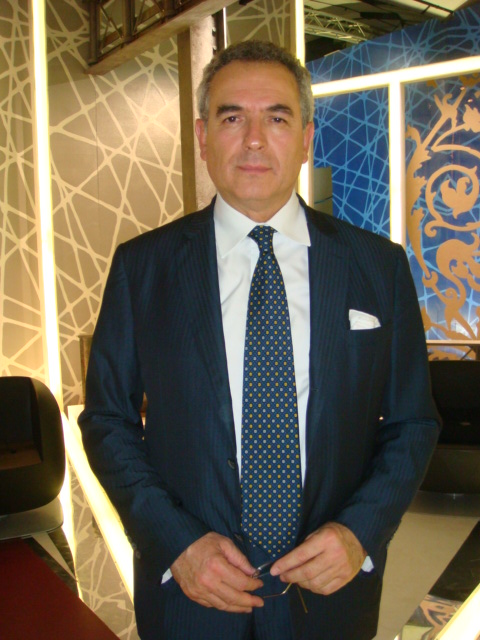
Lamberto Sposini

Nella stagione 2008-2009, dopo dieci anni di conduzione, Michele Cucuzza lascia definitivamente il programma e viene sostituito alla conduzione dal giornalista Lamberto Sposini; anche Valter Preci, storico autore del programma, lascia la trasmissione per occuparsi di Pomeriggio cinque, il neonato rotocalco diretto concorrente de La vita in diretta, condotto da Barbara D'Urso ed in onda su Canale 5 alla stessa ora.

#### Gli anni 2010

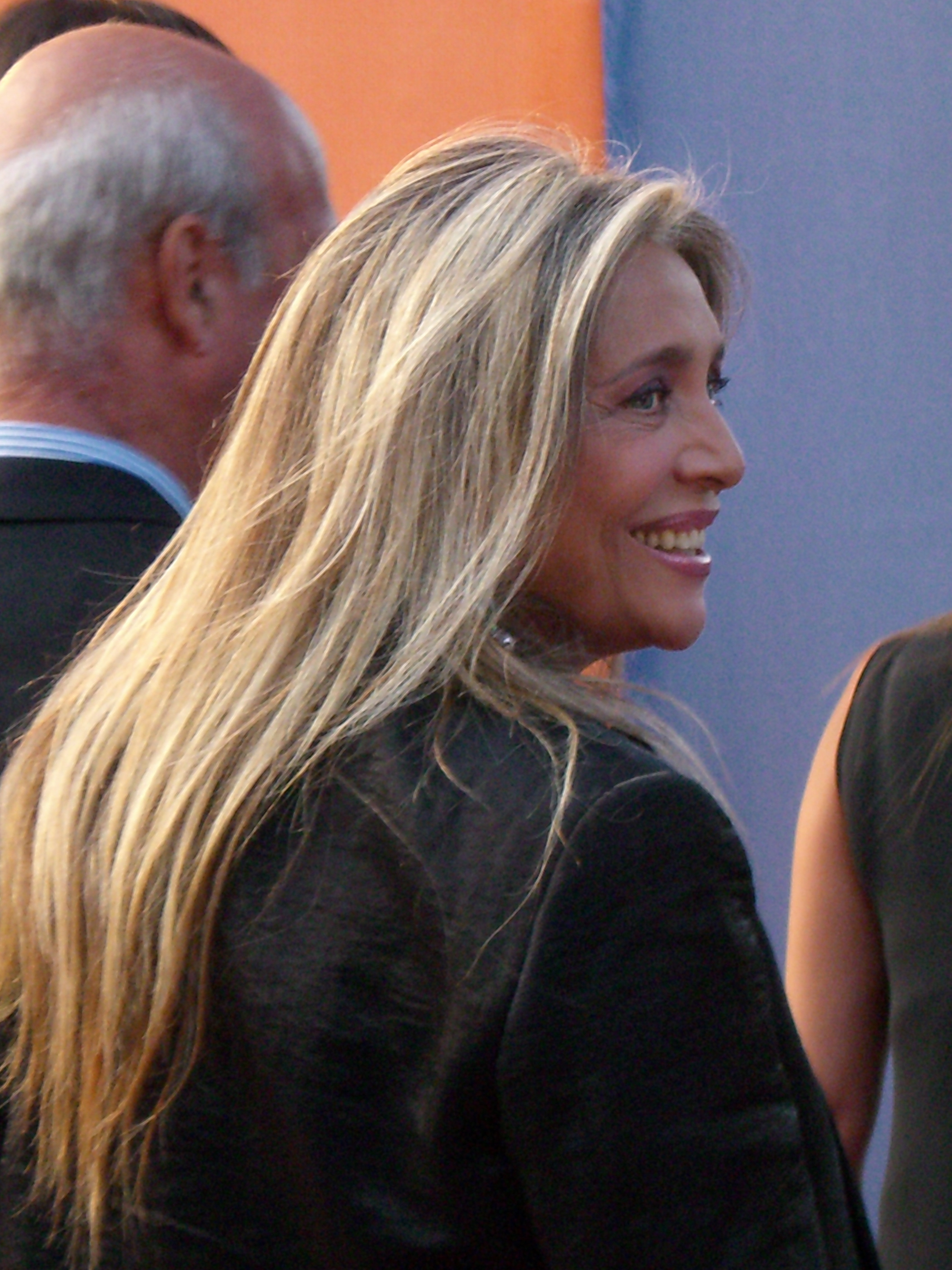
Mara Venier nel 2006

Dalla stagione televisiva 2010-2011 il programma (visto il passaggio di alcune regioni al digitale terrestre) va in onda nel formato panoramico 16:9. Il cast si arricchisce grazie alla presenza di Mara Venier che conduce il programma in coppia con il confermato Lamberto Sposini.
La coppia conduce il programma fino al 29 aprile 2011, quando, poco prima dell’inizio dello speciale de La vita in diretta dedicato al matrimonio tra il principe William e Kate Middleton in diretta da Londra, Lamberto Sposini viene colpito da un ictus e trasportato d'urgenza in ospedale, inizialmente al Santo Spirito e poi al Policlinico Gemelli di Roma. La trasmissione va in onda con circa un'ora di ritardo con la sola conduzione della Venier che, con l'aggravarsi delle condizioni del collega, decide di sospendere la puntata. Dal 2 al 27 maggio (giorno dell'ultima puntata del programma), La vita in diretta va in onda con la conduzione della sola Mara Venier, che oltre a condurre i suoi blocchi fissi presenta anche gli spazi di Lamberto Sposini, colmando quindi l'assenza del conduttore.
Nella stagione successiva, ad affiancare Mara Venier dopo l’uscita di scena di Lamberto Sposini arriva Marco Liorni; il programma si allunga di un'ora (con il segmento Buon pomeriggio Italia!) e dal 16 gennaio 2012 va in onda anche in alta definizione nativa sul canale Rai HD. La coppia Liorni-Venier sarà alla guida del programma, con rinnovato successo, anche nella stagione 2012-2013.
In questi anni si susseguono numerosi spin-off: Le amiche del sabato, condotto da Lorella Landi e da Danilo Fumiento, in onda il sabato pomeriggio dal 2009 al 2014; Se... a casa di Paola condotto da Paola Perego, trasmesso senza molto successo nella stagione 2010-2011, al posto di Festa italiana; Domenica in... Così è la vita, versione domenicale del programma, condotto da Lorella Cuccarini con successo dal 2011 al 2013, e la nuova versione estiva del programma, intitolata Estate in diretta, condotta da vari presentatori ed in onda a partire dal 2011 durante il periodo estivo nello stesso slot orario della trasmissione-madre (ad eccezione dell'estate del 2012). Nell'estate del 2017 tale versione estiva viene rinominata La vita in diretta Estate, per poi tornare al titolo Estate in diretta dal 2021.
Come stabilito dal DG della Rai Luigi Gubitosi, dal 30 luglio 2013 Daniel Toaff lascia definitivamente la Rai (da gennaio 2014 entra a far parte della squadra d'autori dei programmi infotainment di Videonews, Pomeriggio Cinque e Domenica Live trasmessi su Canale 5) ed al suo posto arriva Maria Pia Ammirati, in precedenza capostruttura di Unomattina e con questo arrivo il programma vira sull'attualità sociale e la politica, mettendo in secondo piano la cronaca nera ed il gossip.
Nella stagione 2013-2014 il programma è condotto da una nuova coppia di presentatori: Franco Di Mare e Paola Perego. In questa edizione la prima parte del programma cambia nome da Buon pomeriggio Italia! ad Italia in diretta (che era stato il titolo del programma nella stagione 1995-1996); in questa stagione il programma accusa un brusco calo degli ascolti, con tanto di sorpasso da parte del diretto concorrente di Canale 5 Pomeriggio Cinque condotto da Barbara D'Urso, sul quale in precedenza era invece sempre riuscito a prevalere.
Nella stagione 2014-2015 il programma viene dunque affidato ad una nuova coppia di conduttori: Marco Liorni (tornato dopo una stagione di pausa) e Cristina Parodi, mentre il gruppo autorale viene affidato a Gregorio Paolini, che sostituisce la Ammirati (passata a dirigere la struttura Rai Teche). Pur non riuscendo a riconquistare la leadership degli ascolti, il programma recupera comunque alcuni punti di share rispetto all'annata precedente, tanto che la coppia Liorni-Parodi viene riconfermata alla guida del programma anche per la stagione 2015-2016. Stagione, questa, nella quale lo spin-off Italia in diretta viene eliminato dividendo il programma in due parti: la prima dalle 14:00 alle 15:00 e la seconda dalle 16:50 alle 18:45. In questa edizione La vita in diretta prevale nettamente sul competitor. Nell'estate 2016 la redazione subisce un grave lutto: a Cracovia, mentre seguiva la Giornata mondiale della gioventù 2016, muore d'infarto l'inviata Anna Maria Jacobini. Nella stagione 2016-2017 il programma è condotto per la terza stagione consecutiva dalla coppia Liorni-Parodi e vede la nascita di un nuovo spin-off, in onda al sabato pomeriggio: Parliamone... sabato condotto da Paola Perego, poi soppresso nel marzo 2017 a causa di un servizio mandato in onda durante il programma, ritenuto lesivo per la dignità delle donne.
La stagione 2017-2018 vede alla conduzione il riconfermato Liorni, affiancato da Francesca Fialdini. In questa stagione cambia l’orario di messa in onda del programma: la prima parte dalle 15:15 alle 17:10 e la seconda dalle 17:10 alle 18:45. Nella stagione 2018-2019 Liorni viene sostituito da Tiberio Timperi, affiancato dalla confermata Francesca Fialdini; in quest’edizione il programma si accorcia di circa un’ora, andando in onda dalle 16:35 alle 18:45. Dopo gli ascolti non soddisfacenti, il programma viene accorciato di 5 minuti, iniziando alle 16:40, e poi ancora di altri 10 minuti, iniziando alle 16:50.
Nella stagione 2019-2020 la conduzione del programma viene affidata a Lorella Cuccarini e Alberto Matano, iniziando alle 16:00 fino all'11 ottobre 2019; dal 14 ottobre l'inizio del programma è alle 16:50. Dal 16 marzo 2020 a causa dell'emergenza Coronavirus, il programma si allunga e va in onda dalle 14:00 alle 15:45 e dalle 16:50 alle 18:45 sostituendo il temporaneamente sospeso Vieni da me. A partire dal 4 maggio 2020 il programma torna al consueto orario 16:50-18:45, ed inoltre viene reso noto che la fine dell'edizione è stata procrastinata al 26 giugno 2020 (originariamente era previsto che il programma terminasse il 29 maggio 2020).

#### Gli anni 2020: il ritorno alla conduzione in solitaria con Alberto Matano
Dalla stagione 2020-2021, la trasmissione è presentata in solitaria da Alberto Matano: il programma torna così ad essere condotto da un solo conduttore dopo dieci anni. Da questa edizione, il programma va in onda dalle 17:05. Sempre da questa edizione, il programma viene diviso in 2 parti: la prima dedicata al racconto dei casi di cronaca, la seconda, identificata nella stagione 2020-2021 come La vita in diretta pop in cui i personaggi del mondo dello spettacolo esprimono la loro opinione sui temi della cronaca rosa e del costume. Dalla stagione 2023-2024, il programma rinnova parzialmente lo studio, inoltre, il programma va in onda di sabato, dalle 17:00 alle 18:45, per quattro puntate (in attesa della ripartenza di ItaliaSì!).

## Edizioni
| Edizione | Anno      | Rete televisiva | Titolo del programma  | Conduzione              | Conduzione              | Periodo           | Periodo        | Studio                                                 |
| Edizione | Anno      | Rete televisiva | Titolo del programma  | Conduzione              | Conduzione              | Inizio            | Fine           | Studio                                                 |
| -------- | --------- | --------------- | --------------------- | ----------------------- | ----------------------- | ----------------- | -------------- | ------------------------------------------------------ |
| 1ª       | 1991      | Rai 2           | Detto tra noi         | Piero Vigorelli         | Patrizia Caselli        | 25 febbraio 1991  | 31 maggio 1991 | Studio 3 Centro di produzione TV Raffaella Carrà, Roma |
| 2ª       | 1991-1992 | Rai 2           | Detto tra noi         | Piero Vigorelli         | Patrizia Caselli        | 7 ottobre 1991    | 29 maggio 1992 | Studio 3 Centro di produzione TV Raffaella Carrà, Roma |
| 3ª       | 1992-1993 | Rai 2           | Detto tra noi         | Piero Vigorelli         | Mita Medici             | 5 ottobre 1992    | 28 maggio 1993 | Studio 3 Centro di produzione TV Raffaella Carrà, Roma |
| 4ª       | 1993-1994 | Rai 2           | Detto tra noi         | Piero Vigorelli         | Patrizia Caselli        | 4 ottobre 1993    | 27 maggio 1994 | Studio 3 Centro di produzione TV Raffaella Carrà, Roma |
| 5ª       | 1994-1995 | Rai 2           | La cronaca in diretta | Alessandro Cecchi Paone | Alessandro Cecchi Paone | 3 ottobre 1994    | 26 maggio 1995 | Studio 3 Centro di produzione TV Raffaella Carrà, Roma |
| 6ª       | 1995-1996 | Rai 2           | L'Italia in diretta   | Alda D'Eusanio          | Alda D'Eusanio          | 2 ottobre 1995    | 31 maggio 1996 | Studio 3 Centro di produzione TV Raffaella Carrà, Roma |
| 7ª       | 1996-1997 | Rai 2           | Cronaca in diretta    | David Sassoli           | David Sassoli           | 2 dicembre 1996   | 30 maggio 1997 | Studio 3 Centro di produzione TV Raffaella Carrà, Roma |
| 8ª       | 1997-1998 | Rai 2           | Cronaca in diretta    | Danila Bonito           | Danila Bonito           | 6 ottobre 1997    | 23 marzo 1998  | Studio 3 Centro di produzione TV Raffaella Carrà, Roma |
| 8ª       | 1998      | Rai 2           | Cronaca in diretta    | Milena Minutoli         | Milena Minutoli         | 24 marzo 1998     | 1º aprile 1998 | Studio 3 Centro di produzione TV Raffaella Carrà, Roma |
| 8ª       | 1998      | Rai 2           | Cronaca in diretta    | Michele Cucuzza         | Michele Cucuzza         | 2 aprile 1998     | 29 maggio 1998 | Studio 3 Centro di produzione TV Raffaella Carrà, Roma |
| 9ª       | 1998-1999 | Rai 2           | La vita in diretta    | Michele Cucuzza         | Michele Cucuzza         | 5 ottobre 1998    | 28 maggio 1999 | Studio 3 Centro di produzione TV Raffaella Carrà, Roma |
| 10ª      | 1999-2000 | Rai 2           | La vita in diretta    | Michele Cucuzza         | Michele Cucuzza         | 4 ottobre 1999    | 19 maggio 2000 | Studio 3 Centro di produzione TV Raffaella Carrà, Roma |
| 11ª      | 2000-2001 | Rai 1           | La vita in diretta    | Michele Cucuzza         | Michele Cucuzza         | 18 settembre 2000 | 1º giugno 2001 | Studio 3 Centro di produzione TV Raffaella Carrà, Roma |
| 12ª      | 2001-2002 | Rai 1           | La vita in diretta    | Michele Cucuzza         | Michele Cucuzza         | 17 settembre 2001 | 30 maggio 2002 | Studio 3 Centro di produzione TV Raffaella Carrà, Roma |
| 13ª      | 2002-2003 | Rai 1           | La vita in diretta    | Michele Cucuzza         | Michele Cucuzza         | 16 settembre 2002 | 30 maggio 2003 | Studio 3 Centro di produzione TV Raffaella Carrà, Roma |
| 14ª      | 2003-2004 | Rai 1           | La vita in diretta    | Michele Cucuzza         | Michele Cucuzza         | 15 settembre 2003 | 28 maggio 2004 | Studio 3 Centro di produzione TV Raffaella Carrà, Roma |
| 15ª      | 2004-2005 | Rai 1           | La vita in diretta    | Michele Cucuzza         | Michele Cucuzza         | 13 settembre 2004 | 27 maggio 2005 | Studio 3 Centro di produzione TV Raffaella Carrà, Roma |
| 16ª      | 2005-2006 | Rai 1           | La vita in diretta    | Michele Cucuzza         | Michele Cucuzza         | 12 settembre 2005 | 2 giugno 2006  | Studio 3 Centro di produzione TV Raffaella Carrà, Roma |
| 17ª      | 2006-2007 | Rai 1           | La vita in diretta    | Michele Cucuzza         | Michele Cucuzza         | 11 settembre 2006 | 1º giugno 2007 | Studio 3 Centro di produzione TV Raffaella Carrà, Roma |
| 18ª      | 2007-2008 | Rai 1           | La vita in diretta    | Michele Cucuzza         | Michele Cucuzza         | 10 settembre 2007 | 30 maggio 2008 | Studio 3 Centro di produzione TV Raffaella Carrà, Roma |
| 19ª      | 2008-2009 | Rai 1           | La vita in diretta    | Lamberto Sposini        | Lamberto Sposini        | 15 settembre 2008 | 29 maggio 2009 | Studio 3 Centro di produzione TV Raffaella Carrà, Roma |
| 20ª      | 2009-2010 | Rai 1           | La vita in diretta    | Lamberto Sposini        | Lamberto Sposini        | 14 settembre 2009 | 28 maggio 2010 | Studio 3 Centro di produzione TV Raffaella Carrà, Roma |
| 21ª      | 2010-2011 | Rai 1           | La vita in diretta    | Lamberto Sposini        | Mara Venier             | 13 settembre 2010 | 27 maggio 2011 | Studio 3 Centro di produzione TV Raffaella Carrà, Roma |
| 22ª      | 2011-2012 | Rai 1           | La vita in diretta    | Marco Liorni            | Mara Venier             | 12 settembre 2011 | 8 giugno 2012  | Studio 3 Centro di produzione TV Raffaella Carrà, Roma |
| 23ª      | 2012-2013 | Rai 1           | La vita in diretta    | Marco Liorni            | Mara Venier             | 10 settembre 2012 | 14 giugno 2013 | Studio 3 Centro di produzione TV Raffaella Carrà, Roma |
| 24ª      | 2013-2014 | Rai 1           | La vita in diretta    | Franco Di Mare          | Paola Perego            | 9 settembre 2013  | 30 maggio 2014 | Studio 3 Centro di produzione TV Raffaella Carrà, Roma |
| 25ª      | 2014-2015 | Rai 1           | La vita in diretta    | Marco Liorni            | Cristina Parodi         | 8 settembre 2014  | 29 maggio 2015 | Studio 3 Centro di produzione TV Raffaella Carrà, Roma |
| 26ª      | 2015-2016 | Rai 1           | La vita in diretta    | Marco Liorni            | Cristina Parodi         | 7 settembre 2015  | 27 maggio 2016 | Studio 3 Centro di produzione TV Raffaella Carrà, Roma |
| 27ª      | 2016-2017 | Rai 1           | La vita in diretta    | Marco Liorni            | Cristina Parodi         | 29 agosto 2016    | 16 giugno 2017 | Studio 3 Centro di produzione TV Raffaella Carrà, Roma |
| 28ª      | 2017-2018 | Rai 1           | La vita in diretta    | Marco Liorni            | Francesca Fialdini      | 11 settembre 2017 | 8 giugno 2018  | Studio 3 Centro di produzione TV Raffaella Carrà, Roma |
| 29ª      | 2018-2019 | Rai 1           | La vita in diretta    | Tiberio Timperi         | Francesca Fialdini      | 3 settembre 2018  | 14 giugno 2019 | Studio 3 Centro di produzione TV Raffaella Carrà, Roma |
| 30ª      | 2019-2020 | Rai 1           | La vita in diretta    | Alberto Matano          | Lorella Cuccarini       | 9 settembre 2019  | 26 giugno 2020 | Studio 3 Centro di produzione TV Raffaella Carrà, Roma |
| 31ª      | 2020-2021 | Rai 1           | La vita in diretta    | Alberto Matano          | Alberto Matano          | 7 settembre 2020  | 25 giugno 2021 | Studio 3 Centro di produzione TV Raffaella Carrà, Roma |
| 32ª      | 2021-2022 | Rai 1           | La vita in diretta    | Alberto Matano          | Alberto Matano          | 14 settembre 2021 | 3 giugno 2022  | Studio 3 Centro di produzione TV Raffaella Carrà, Roma |
| 33ª      | 2022-2023 | Rai 1           | La vita in diretta    | Alberto Matano          | Alberto Matano          | 5 settembre 2022  | 30 giugno 2023 | Studio 3 Centro di produzione TV Raffaella Carrà, Roma |
| 34ª      | 2023-2024 | Rai 1           | La vita in diretta    | Alberto Matano          | Alberto Matano          | 11 settembre 2023 | 31 maggio 2024 | Studio 3 Centro di produzione TV Raffaella Carrà, Roma |
| 35ª      | 2024-2025 | Rai 1           | La vita in diretta    | Alberto Matano          | Alberto Matano          | 9 settembre 2024  | 27 giugno 2025 | Studio 3 Centro di produzione TV Raffaella Carrà, Roma |

## Audience
| Edizione | Rete televisiva | Anno      | Stagione          | Orario      | Orario        | Durata  | Programmazione | Programmazione | Programmazione | Programmazione | Programmazione | Programmazione | Programmazione | Collocazione | Media auditel  | Media auditel |
| Edizione | Rete televisiva | Anno      | Stagione          | Prima parte | Seconda parte | Durata  | L              | M              | M              | G              | V              | S              | D              | Collocazione | Telespettatori | Share         |
| -------- | --------------- | --------- | ----------------- | ----------- | ------------- | ------- | -------------- | -------------- | -------------- | -------------- | -------------- | -------------- | -------------- | ------------ | -------------- | ------------- |
| 1ª       | Rai 2           | 1991      | inverno-primavera | N.D.        | N.D.          | N.D.    |                |                |                |                |                |                |                | Day-time     | –              | –             |
| 2ª       | Rai 2           | 1991-1992 | autunno-primavera | N.D.        | N.D.          | N.D.    |                |                |                |                |                |                |                | Day-time     | –              | –             |
| 3ª       | Rai 2           | 1992-1993 | autunno-primavera | N.D.        | N.D.          | N.D.    |                |                |                |                |                |                |                | Day-time     | –              | –             |
| 4ª       | Rai 2           | 1993-1994 | autunno-primavera | N.D.        | N.D.          | N.D.    |                |                |                |                |                |                |                | Day-time     | –              | –             |
| 5ª       | Rai 2           | 1994-1995 | autunno-primavera | N.D.        | N.D.          | N.D.    |                |                |                |                |                |                |                | Day-time     | –              | –             |
| 6ª       | Rai 2           | 1995-1996 | autunno-primavera | N.D.        | N.D.          | N.D.    |                |                |                |                |                |                |                | Day-time     | –              | –             |
| 7ª       | Rai 2           | 1996-1997 | autunno-primavera | N.D.        | N.D.          | N.D.    |                |                |                |                |                |                |                | Day-time     | –              | –             |
| 8ª       | Rai 2           | 1997-1998 | autunno-primavera | N.D.        | N.D.          | N.D.    |                |                |                |                |                |                |                | Day-time     | –              | –             |
| 9ª       | Rai 2           | 1998-1999 | autunno-primavera | N.D.        | N.D.          | N.D.    |                |                |                |                |                |                |                | Day-time     | –              | –             |
| 10ª      | Rai 2           | 1999-2000 | autunno-primavera | N.D.        | N.D.          | N.D.    |                |                |                |                |                |                |                | Day-time     | –              | –             |
| 11ª      | Rai 1           | 2000-2001 | estate-primavera  | 16:15-18:45 | 16:15-18:45   | 150 min |                |                |                |                |                |                |                | Day-time     | –              | –             |
| 12ª      | Rai 1           | 2001-2002 | estate-primavera  | 16:15-18:45 | 16:15-18:45   | 150 min |                |                |                |                |                |                |                | Day-time     | –              | –             |
| 13ª      | Rai 1           | 2002-2003 | estate-primavera  | 16:15-18:45 | 16:15-18:45   | 150 min |                |                |                |                |                |                |                | Day-time     | –              | –             |
| 14ª      | Rai 1           | 2003-2004 | estate-primavera  | 16:15-18:45 | 16:15-18:45   | 150 min |                |                |                |                |                |                |                | Day-time     | –              | –             |
| 15ª      | Rai 1           | 2004-2005 | estate-primavera  | 16:15-18:45 | 16:15-18:45   | 150 min |                |                |                |                |                |                |                | Day-time     | –              | –             |
| 16ª      | Rai 1           | 2004-2005 | estate-primavera  | 16:15-18:45 | 16:15-18:45   | 150 min |                |                |                |                |                |                |                | Day-time     | –              | –             |
| 17ª      | Rai 1           | 2006-2007 | estate-primavera  | 16:15-18:45 | 16:15-18:45   | 150 min |                |                |                |                |                |                |                | Day-time     | –              | –             |
| 18ª      | Rai 1           | 2007-2008 | estate-primavera  | 16:15-18:45 | 16:15-18:45   | 150 min |                |                |                |                |                |                |                | Day-time     | –              | –             |
| 19ª      | Rai 1           | 2008-2009 | estate-primavera  | 16:15-18:45 | 16:15-18:45   | 150 min |                |                |                |                |                |                |                | Day-time     | –              | –             |
| 20ª      | Rai 1           | 2009-2010 | estate-primavera  | 16:15-18:45 | 16:15-18:45   | 150 min |                |                |                |                |                |                |                | Day-time     | –              | –             |
| 21ª      | Rai 1           | 2010-2011 | estate-primavera  | 16:15-18:45 | 16:15-18:45   | 150 min | 2 425 000      | 24,00%         |                |                |                |                |                | Day-time     |                |               |
| 21ª      | Rai 1           | 2010-2011 | estate-primavera  | 16:15-18:45 | 16:15-18:45   | 150 min | 2 838 000      | 24,00%         |                |                |                |                |                | Day-time     |                |               |
| 22ª      | Rai 1           | 2011-2012 | estate-primavera  | 16:15-18:50 | 16:15-18:50   | 155 min | 2 552 000      | 23,50%         |                |                |                |                |                | Day-time     |                |               |
| 22ª      | Rai 1           | 2011-2012 | estate-primavera  | 16:15-18:50 | 16:15-18:50   | 155 min | 2 591 000      | 23,50%         |                |                |                |                |                | Day-time     |                |               |
| 23ª      | Rai 1           | 2012-2013 | estate-primavera  | 16:15-18:50 | 16:15-18:50   | 155 min | 2 432 000      | 21,50%         |                |                |                |                |                | Day-time     |                |               |
| 23ª      | Rai 1           | 2012-2013 | estate-primavera  | 16:15-18:50 | 16:15-18:50   | 155 min | 2 426 000      | 21,50%         |                |                |                |                |                | Day-time     |                |               |
| 24ª      | Rai 1           | 2013-2014 | estate-primavera  | 16:15-18:50 | 16:15-18:50   | 155 min | 2 042 000      | 16,00%         |                |                |                |                |                | Day-time     |                |               |
| 25ª      | Rai 1           | 2014-2015 | estate-primavera  | 16:45-18:45 | 16:45-18:45   | 120 min | 2 130 000      | 16,90%         |                |                |                |                |                | Day-time     |                |               |
| 26ª      | Rai 1           | 2015-2016 | estate-primavera  | 14:00-15:00 | 16:40-18:45   | 185 min | 1 972 000      | 15,60%         |                |                |                |                |                | Day-time     |                |               |
| 27ª      | Rai 1           | 2016-2017 | estate-primavera  | 14:00-15:00 | 16:50-18:45   | 175 min | 1 375 000      | 13,50%         |                |                |                |                |                | Day-time     |                |               |
| 27ª      | Rai 1           | 2016-2017 | estate-primavera  | 15:30-18:45 | 15:30-18:45   | 195 min | 1 708 000      | 13,50%         |                |                |                |                |                | Day-time     |                |               |
| 28ª      | Rai 1           | 2017-2018 | estate-primavera  | 15:15-17:10 | 17:10-18:45   | 210 min | 1 880 000      | 13,40%         |                |                |                |                |                | Day-time     |                |               |
| 29ª      | Rai 1           | 2018-2019 | estate-primavera  | 16:50-18:45 | 16:50-18:45   | 115 min | 1 690 000      | 14,64%         |                |                |                |                |                | Day-time     |                |               |
| 30ª      | Rai 1           | 2019-2020 | estate-estate     | 16:50-18:45 | 16:50-18:45   | 115 min | 1 906 000      | 14,57%         |                |                |                |                |                | Day-time     |                |               |
| 31ª      | Rai 1           | 2020-2021 | estate-estate     | 17:05-18:45 | 17:05-18:45   | 100 min | 2 140 000      | 16,79%         |                |                |                |                |                | Day-time     |                |               |
| 32ª      | Rai 1           | 2021-2022 | estate-primavera  | 17:05-18:45 | 17:05-18:45   | 100 min | –              | 17,89%         |                |                |                |                |                | Day-time     |                |               |
| 33ª      | Rai 1           | 2022-2023 | estate-estate     | 17:05-18:45 | 17:05-18:45   | 100 min | –              | –              |                |                |                |                |                | Day-time     |                |               |
| 34ª      | Rai 1           | 2023-2024 | estate-primavera  | 17:05-18:45 | 17:05-18:45   | 100 min | 2 150 000      | 21,00%         |                |                |                |                |                | Day-time     |                |               |
| 35ª      | Rai 1           | 2024-2025 | estate-estate     | 17:05-18:45 | 17:05-18:45   | 100 min | –              | –              |                |                |                |                |                | Day-time     |                |               |

## Sigle
Sin dalla sua nascita, il programma ha avuto una sigla (Pride of the Nation del compositore britannico Andy Quin) che, seppur con differenti arrangiamenti negli anni, è rimasta pressoché la medesima.
Dalla stagione 2013-2014 la sigla cambia completamente sia in videosigla che in arrangiamento musicale, che viene mantenuta fino alla pausa natalizia dello stesso anno. Dopo la pausa natalizia, la sigla cambia solo nella parte musicale, adottando la canzone Viva la vida dei Coldplay fino al 14 febbraio 2014 per tutta la durata della trasmissione.
Dal 3 marzo 2014 la colonna sonora della sigla del programma cambia nuovamente, mentre la videosigla, pur essendo la stessa della stagione in corso, non viene più mostrata nella sua versione completa, ma solo negli ultimi fotogrammi. Solo nelle prime settimane di questa stagione, all'inizio della prima parte (Italia in diretta) veniva fatto un sommario, cancellato dopo poche settimane a causa dei bassi ascolti.
Dall'edizione 2014-2015 la sigla viene completamente rinnovata anche nella parte musicale, con una videosigla che mostra le immagini della sede Rai di via Teulada (da dove viene prodotto e trasmesso il programma), della regia e infine dell'antenna Rai di Monte Mario con a fianco il logo del programma. Da questa stagione fino al 2017, il programma utilizza, prima della pausa per lasciare la linea al TG1 delle 16:30, una sigla con arrangiamento completamente differente dalla sigla della stessa trasmissione.
La stessa sigla è utilizzata anche nell'edizione 2015-2016, ma a differenza della stagione precedente, la sigla con il logo diventato leggermente più grande, si presenta con lo stesso sfondo della sigla dello spin-off Estate in diretta utilizzato anche per le immagini quando vengono divise (es. tra le inquadrature dei conduttori in studio e degli inviati in collegamento). Sempre in questa stagione, a differenza di quella precedente, il programma presenta anche la stessa grafica dello spin-off Estate in diretta e all'inizio della trasmissione la sigla non si presenta più in versione completa, ma solo negli ultimi fotogrammi.
La sigla e la musica vengono utilizzate anche nella stagione 2016-2017, ma viene cambiato lo sfondo della sigla dove non è più raffigurata l'antenna della Rai e il logo presenta la stessa animazione di quello della sigla dello spin-off Estate in diretta. Viene anche utilizzata la stessa inquadratura a due immagini (es. conduttori in studio e inviati in collegamento) dello spin-off Estate in diretta utilizzata dalla puntata del 15 agosto all'ultima puntata del 26 agosto. Vengono anche rinnovati il logo e la grafica che diventano simili ai precedenti e gli studi sia di Roma che di Milano.
Nell'edizione 2017-2018 viene rinnovata la sigla, con nuovi colori e una nuova grafica; cambia anche il jingle, più moderno e dinamico rispetto alla sigla precedente. Come già avveniva da alcune stagioni, anche Estate in diretta utilizza lo studio, il logo e la sigla uguali alla trasmissione originale.
Nella stagione 2018-2019 vengono nuovamente cambiati la sigla e il logo, così come la musica di sottofondo che è Live Is Life degli Opus.
Dall'11 febbraio 2019 alla fine dell'edizione 2018-2019, in seguito ad alcuni cambiamenti nella formula del programma, cambiano nuovamente il logo e la grafica, uguali a prima ma con colori differenti. Al posto della sigla precedente, vengono utilizzati alcuni brani contenenti al loro interno la parola vita (un esempio è Niente paura di Ligabue, utilizzata spesso come sigla iniziale della trasmissione).
Nell'edizione 2019-2020, oltre a un rinnovo di conduzione, formula e autori (con il ritorno di Vincenzo Galluzzo e l'arrivo di Alessandro Banfi), cambia anche la sigla, che è la canzone Vita ce n'è di Eros Ramazzotti. Cambiano inoltre scenografia, logo e grafica.
Nella stagione 2020-2021, che vede Alberto Matano alla conduzione in solitaria, cambiano nuovamente sigla, logo, grafica e scenografia. La sigla di testa è Believe di Stephane Mirzayan, quella di coda è la canzone Che vita meravigliosa di Diodato. Durante la settimana sanremese la sigla prima e dopo le pause pubblicitarie e di chiusura è stata Figlia di... di Loredana Bertè, mentre quella di apertura rimane invariata. La stessa cosa è avvenuta anche nell'ultima settimana di programmazione dove la sigla di chiusura è stata Mille di Fedez, Orietta Berti e Achille Lauro. Le stesse sigle vengono utilizzate anche nella stagione successiva. Dopo la settimana sanremese 2022 la sigla finale è stata Ciao ciao de La Rappresentante di Lista.
Nella settimana del Festival di Sanremo 2024 la sigla è quella della 74ª edizione della kermesse musicale che è anche presente in sottofondo insieme ad alcune canzoni presentate alla kermesse per tutta la durata della trasmissione.
Nella settimana del Festival di Sanremo 2025 la sigla per la puntata del 10 febbraio 2025 è stata la storica Perché Sanremo è Sanremo mentre per le puntate dall'11 al 14 e del 17 febbraio 2025 la sigla di apertura è stata Tutta l'Italia di Gabry Ponte mentre per le pause pubblicitarie e come sigla di chiusura sono state alcune delle canzoni in gara. Dopo la settimana sanremese la sigla di chiusura è stata Anema e core di Serena Brancale.

## Spin-off
Nel corso degli anni sono nati vari spin-off del programma:
- Detto tra noi Mattina con Mita Medici (1993-1994)
- Cinema cronaca con Alessandro Cecchi Paone (1995)
- Fragole e mambo con Michele Cucuzza (1999-2000)
- La vita in diretta Sera con Michele Cucuzza e Monica Leofreddi (2002)
- Un giorno speciale con Michele Cucuzza (2003-2004)
- Rosa, bianco e nero con Michele Cucuzza (2004-2005)
- Festa italiana con Caterina Balivo (2005-2010)
- E la chiamano estate con Michele Cucuzza (2006-2009)
- Le amiche del sabato con Lorella Landi e Danilo Fumiento (2009-2014)
- Se... a casa di Paola con Paola Perego (2010-2011)
- Estate in diretta[N 11] con vari conduttori (2011, dal 2013)
- Buon pomeriggio Italia con Marco Liorni e Mara Venier (2011-2013)
- Italia in diretta con vari conduttori (2013-2015)
- Parliamone... sabato con Paola Perego (2016-2017)
- #iorestoacasa con Lorella Cuccarini e Alberto Matano (2020)
- Sabato in diretta[N 12] con Alberto Matano (2023) ed Emma D'Aquino (2024-2025)
- Oscars: La Notte in Diretta[7][8] con Alberto Matano  e gli inviati del TG1, in diretta dal Dolby Theatre di Los Angeles (2024-2025)

## Puntate speciali

### La Pace e lo sviluppo all'alba del terzo millennio
Il 19 ottobre 1991, Piero Vigorelli e Patrizia Caselli conducono una puntata speciale in seconda serata in occasione della 17ª edizione delle Giornate Internazionali di studio del centro Pio Manzù.

### La vita in diretta Sanremo
A partire dal 1993, tranne alcune eccezioni, in occasione del Festival di Sanremo la trasmissione va in onda dal teatro del Casinò di Sanremo. 
Nel 2016 andò in onda anche di sabato, dalle 14:00 alle 18:45.

### Speciale Sabato Santo
In occasione della Pasqua del 1993, Piero Vigorelli e Mita Medici conducono una puntata speciale in prima serata nella quale sono raccontate numerose testimonianze di fede.

### Italia interroga
Nei primi mesi del 1995 Alessandro Cecchi Paone conduce delle puntate speciali in seconda serata (il 1º marzo in prima serata) dedicate alla crisi della lira, alle manovre fiscali del Governo Italiano e all'attualità economica nazionale ed internazionale.

### Eroi per caso - Storie di vite salvate
Serata speciale condotta da Alessandro Cecchi Paone in onda nella primavera del 1995 in seconda serata, dedicata a persone che per caso sono diventate degli eroi.

### Quando la follia uccide
Serata speciale condotta da Alessandro Cecchi Paone in onda il 7 marzo 1995 in seconda serata.

### 740 che fare?
Serata speciale condotta da Alessandro Cecchi Paone in onda nella primavera del 1995 in seconda serata, dedicata alla dichiarazione dei redditi attraverso il nuovo modello 740.

### Via D'Amelio 3 anni dopo
La sera del 19 luglio 1995 Alessandro Cecchi Paone conduce una puntata speciale dedicata al terzo anniversario dell'attentato nel quale aveva perso la vita il giudice Paolo Borsellino, in onda dalle 22:20.

### Speciale Cronaca in diretta - Amore al tempo dell'Aids
Il 7 gennaio 1997 viene realizzata in seconda serata una puntata speciale dedicata all'Amore al tempo dell'Aids, nella quale viene intervistato il ricercatore americano David Ho, nominato Uomo dell'anno dalla rivista Time per le sue ricerche sui farmaci anti-Aids. In studio con David Sassoli, l’epidemiologo Gianni Rezza e Vittorio Agnoletto, presidente italiano della Lila, lega italiana per la lotta contro l’Aids.

### Speciale Cronaca in diretta - Quasi calcio
Giovedì 23 gennaio 1997 viene realizzato uno speciale in seconda serata condotto da David Sassoli dal titolo Quasi Calcio.

### Speciale Cronaca in diretta - Guerra alla mafia: gli uomini senza volto
Il 18 novembre 1997 (dopo la seconda e ultima puntata della fiction di Rai 2 Nessuno escluso), in seconda serata, Danila Bonito conduce uno speciale dedicato alla lotta alla mafia e alla criminalità organizzata.

### Speciale Cronaca in diretta - Paolina e le altre
Lunedì 30 giugno 1997, in occasione della riapertura al pubblico della Galleria Borghese di Roma, David Sassoli conduce uno speciale in prima serata dal titolo Paolina e le altre nel quale viene fatto il punto sulla tutela, la conservazione e la promozione della cultura in Italia. Nel corso della serata, che vede presente in studio il ministro dei Beni culturali Walter Veltroni, viene proposto un reportage sul restauro realizzato da Duilio Giammaria.

### Nozze reali tra il Principe William e Kate Middleton
Il 29 aprile 2011 Mara Venier conduce una puntata speciale, in onda dalle 15:00 alle 17:00, per commentare le nozze tra il principe William del Regno Unito e Kate Middleton.
Questa puntata viene anche ricordata per il malore avvertito prima della partenza (prevista per le 14:10) dal co-conduttore della trasmissione Lamberto Sposini. Dal lunedì successivo Sposini non sarà più presente in trasmissione fino alla fine della stagione a causa delle condizioni di salute gravi.

### Expo 2015
Il 31 ottobre 2015 Marco Liorni e Cristina Parodi conducono una puntata speciale, in onda dalle 17:00 alle 20:00, in diretta da Milano in occasione della chiusura di Expo 2015.

### Attacco terroristico a Parigi
Il 14 novembre 2015 va in onda un'altra puntata speciale, dalle 18:00 alle 20:00, in occasione dell'attacco terroristico avvenuto nella notte a Parigi.

### Terremoto in Centro Italia
Il 29 e 30 agosto 2016 il programma va in onda da Amatrice, dove viene raccontato il terremoto avvenuto in Centro Italia tra il 23 e il 24.

### Morte di Fabrizio Frizzi
Il 26 marzo 2018 Marco Liorni e Francesca Fialdini conducono una puntata speciale dedicata al ricordo di Fabrizio Frizzi, scomparso nella notte, con molti ospiti in collegamento e in studio che omaggiano il conduttore. La puntata inizia alle 14:00.

### Oscars - La notte in diretta
Nella seconda serata del 10 marzo 2024 va in onda uno speciale per seguire la 96ª edizione degli Academy Award. Conduce Alberto Matano, con ospiti in studio: Stefania Sandrelli, Gabriele Muccino, Claudia Gerini, Ambra Angiolini e Claudio Santamaria.
La stessa puntata speciale è stata riproposta anche per la successiva edizione degli Academy Awards, il 2 marzo 2025, sempre condotta da Alberto Matano con il supporto di Giorgia Cardinaletti come inviata dal red carpet del Dolby Theatre di Los Angeles, sede dell'evento. Ospiti in studio giornalisti e esperti cinematografici: Giovanna Botteri, Paola Jacobbi, Mattia Carzaniga, Paolo Mereghetti, Piera Detassis, Laura Delli Colli, Federico Pontiggia e Paolo Sommaruga.